# Ocișor
Ocișor – wieś w Rumunii, w okręgu Hunedoara, w gminie Vața de Jos. W 2011 roku liczyła 201 mieszkańców.